# 片川
片川（かたがわ）は、徳島県美馬郡つるぎ町を流れる吉野川水系の河川である。

## 地理
美馬郡つるぎ町と三好市の境界に位置する石堂山（1,636m）の水源から美馬郡つるぎ町（旧一宇村）を経て吉野川の支流である貞光川へ合流する。徳島県道304号木地屋赤松線と並行して流れており、流域には白滝山（1,526m）や矢筈山（1,848m）、黒笠山（1,703m）、津志嶽（1,494m）等の山々が聳えている。

## 支流
- 内山谷川
- かずろう谷川

## 自然景勝地
- 白滝山（1,526m）
- 矢筈山（1,848m）
- 黒笠山（1,703m）
- 津志嶽（1,494m）

## 流域の主な施設
- つるぎ町立一宇中学校
- JA製茶工場

## 流域の自治体
徳島県
美馬郡つるぎ町